# Rupestrella
Rupestrella ist eine Gattung der Kornschnecken (Chondrinidae) aus der Unterordnung der Landlungenschnecken (Stylommatophora).

## Merkmale
Die Gehäuse der Vertreter der Gattung Rupestrella sind vergleichsweise klein, gedrungen eikegelförmig, bis sehr schlank kegelförmig. Sie werden bis etwa 5 mm hoch, bei einem Durchmesser von etwa 2 mm und haben bis etwa 6, meist stark gewölbte Windungen, die bei den meisten Arten mehr oder weniger kontinuierlich zunehmen. Die Oberfläche ist fein radial gestreift, bis sehr grob berippt. Meist sind die Gehäuse jedoch mit Gesteinsstaub überkrustet. Die Mündung ist nicht oder nur wenig erweitert, der Mündungsrand dünn und nur schwach verdickt. Die Bewehrung der Mündung besteht aus höchstens zwei einfachen Palatalfalten, einer Parietalfalte, einer Angularis und zwei kurzen Spindelfalten. Diese Mündungsbewehrung kann mehr oder weniger stark reduziert sein oder sogar ganz fehlen.
Im männlichen Trakt des Genitalapparates weist der Penis einen Epiphallus auf, der länger als der eigentliche Penis ist. Der Übergang ist durch eine Verdickung markiert. Der Penisretraktormuskel setzt im oberen Penisdrittel oder sogar an der Verdickung im Übergangsbereich Penis/Epiphallus an. Es ist kein Blindsack (Caecum oder Flagellum) ausgebildet. Der Samenleiter ist wenig gewunden und vergleichsweise kurz. Er ist im basalen Bereich des Penis frei, d. h. nicht in das Gewebe des Penis integriert. Im weiblichen Trakt sind Vagina und freier Eileiter zusammen genommen etwas kürzer oder nur wenig länger als der Penis. Der freie Eileiter ist kurz bis sehr kurz. Der Stiel der Samenblase ist lang bis sehr lang; er ist nicht in die Prostatadrüse eingebettet. Die Samenlase liegt neben dem Eisamenleiter (Spermovidukt), kann aber auch die Albumindrüse erreichen (Rupestrella homala).
Die Radula weist in einer Halbquerreihe neben dem Zentralzahn 19 bis 24 Seitenzähne auf, deren Hauptspitzen nicht immer deutlich erkennbar sind. Auf der Basalplatte des Zentralzahnes sitzen zwei relativ schmale Stützhöcker auf. Bei den unmittelbar nach außen folgenden Seitenzähnen sitzt auf der Basalplatte ein einziger Stützhöcker; der aber etwas größer ist.

## Geographische Verbreitung und Lebensraum
Die Gattung kommt im südlichen mediterranen Europa, in Nordafrika und in Ostafrika (Somalia) vor. Sehr wahrscheinlich handelt es sich ausschließlich um „Felsenschnecken“, d. h. auf der Oberfläche von Felsen, meist Kalkfelsen, lebenden Arten. Sie weiden dort endolithische Flechten ab.

## Taxonomie und Systematik
Die Gattung wurde 1894 von Tommasso Allery di Monterosato vorgeschlagen. Anatolij Schileyko stellte sie 1998 in die Synonymie von Chondrina (Granopupa) Boettger, 1889. Dem sind die späteren Autoren und auch die Fauna Europaea nicht gefolgt. Derzeit werden der Gattung folgende Arten und Unterarten zugewiesen:
- Rupestrella barattei (Letourneux & Bourguignat, 1887)
- Rupestrella brondeli (Bourguignat, 1864)
- Rupestrella cartennensis (Letourneux, 1893)
- Rupestrella dupotetii (Terver, 1839)
- Rupestrella eucyphogyra (Letourneux, 1870)
- Rupestrella homala (Westerlund, 1892)
  - Rupestrella homala homala (Westerlund, 1892)
  - Rupestrella homala falkneri (Beckmann, 2002)
  - Rupestrella homala massae (Beckmann, 2002)
- Rupestrella jaeckeli Beckmann, 2002
- Rupestrella kabyliana (Letourneux, 1870)
- Rupestrella michaudii (Terver, 1839)
  - Rupestrella michaudi michaudi (Terver, 1839)
  - Rupestrella michaudi isseriana (Pilsbry, 1918)
- Rupestrella occulta (Rossmässler, 1839)
  - Rupestrella occulta occulta (Rossmässler, 1839)
  - Rupestrella occulta gibilfunensis (de Gregorio, 1895)
- Rupestrella philippii (Cantraine, 1840)
- Rupestrella philippii philippii (Cantraine, 1840)
  - Rupestrella philippii moraguesi (Kobelt, 1886)
- Rupestrella punica (Letourneux & Bourguignat, 1887)
- Rupestrella rhodia (Roth, 1839)
- Rupestrella rupestris (Philippi, 1836)
  - Rupestrella rupestris carolae Beckmann, 2002
  - Rupestrella rupestris coloba (Pilsbry, 1891)
  - Rupestrella rupestris lamellosa Beckmann, 2002
  - Rupestrella rupestris margritae Beckmann, 2002
  - Rupestrella rupestris rupestris (Philippi, 1836)
- Rupestrella somalensis (Verdcourt, 1963)

## Belege

### Online
- AnimalBase - Rupestrella Monterosato, 1894